# 키프로스섬
키프로스섬(그리스어: Κύπρος 키프로스[*], 튀르키예어: Kıbrıs 크브르스[*], 문화어: 끼쁘로스섬) 또는 사이프러스섬(영어: Cyprus)은 지중해 동부에 있는 섬이다.

## 지리
키프로스섬은 시칠리아섬, 사르데냐 다음으로 지중해에서 3번째로 큰 섬이며, 세계에서 81번째로 큰 섬이다. 튀르키예 아나톨리아의 남쪽에 위치한 키프로스섬은 지리상으로는 서남아시아로 분류되지만 유럽으로 분류되기도 한다. 키프로스섬은 북쪽으로는 튀르키예, 동쪽으로는 시리아·레바논·이스라엘, 서쪽으로는 그리스, 남쪽으로는 이집트와 접한다.
키프로스섬은 위도로는 240km, 경도로는 100km에 이르며, 튀르키예로부터 남쪽으로 75km 정도 떨어져 있다. 동쪽에 위치한 시리아와는 105km, 레바논과는 108km 정도 떨어져 있으며, 남동쪽에 위치한 이스라엘과는 200km, 남쪽에 위치한 이집트와는 남쪽으로 380km 떨어져 있다. 서쪽에 위치한 그리스 로도스섬과는 400km, 그리스 본토와는 800km 정도 떨어져 있다.
국제적으로 승인된 키프로스섬 유일의 합법 정부인 키프로스(키프로스 공화국)는 법적으로 영국에 할당된 군사 기지 지역인 아크로티리 데켈리아를 제외한 키프로스섬 전체 및 모든 해역에 대한 주권을 갖고 있으나, 사실상 키프로스섬 북부의 북키프로스(북키프로스 튀르크 공화국)와 분단된 상태에 있다. 키프로스섬은 현재 4개 지역으로 나뉜다.
- 키프로스(키프로스 공화국) 실효 지배 지역: 5,296km2 (키프로스섬 전체 면적의 59.74%를 차지함)
- 북키프로스(북키프로스 튀르크 공화국) 실효 지배 지역: 3,355km2 (키프로스섬 전체 면적의 34.85%를 차지함)
- 유엔 키프로스 완충 지대: 346km2 (키프로스섬 전체 면적의 2.67%를 차지함)
- 영국의 아크로티리 데켈리아 군사 기지 지역: 254km2 (키프로스섬 전체 면적의 2.74%를 차지함)

## 역사
선사 시대부터 키프로스섬에는 문명이 있었던 것으로 추정된다. 지중해 무역의 중계점이었던 키프로스는 페르시아 제국, 고대 그리스, 로마 제국을 비롯한 각 시대를 대표한 강대국들의 지배를 받았다. 로마 제국이 동서로 분열된 이후에는 비잔티움 제국의 지배를 받았지만 1191년에 잉글랜드 왕국의 리처드 1세 국왕이 이끌던 제3차 십자군에 점령되면서 성전기사단의 지배를 받게 된다.
키프로스섬은 나중에 예루살렘 왕국의 기 드 뤼지냥에게 매각되었고 1489년 이후에는 베네치아 공화국의 지배를 받게 된다. 키프로스섬은 1570년부터 1571년 사이에 오스만 제국에 정복되었고 1878년에 오스만 제국이 러시아 제국에 패배하면서 영국의 지배를 받게 된다. 키프로스섬은 1925년에 영국의 직할 식민지가 되었고 제2차 세계 대전 이후에는 영국의 식민 통치에 저항하는 무장 봉기가 일어났다.
1960년에는 키프로스가 영국으로부터 독립했지만 키프로스섬에서는 그리스계와 터키계 간의 분쟁이 끊이지 않았다. 1974년 7월 15일에는 키프로스의 이웃 나라인 터키가 터키계 주민을 보호한다는 목적으로 키프로스섬 북부를 침공했고 1983년 11월 15일에는 북키프로스가 키프로스로부터 독립을 선언하면서 사실상 키프로스의 지배에서 벗어나게 된다.